# Douglas Shearer
Pour les articles homonymes, voir Shearer.
Douglas G. Shearer, né le 17 novembre 1899 à Westmount et mort le 5 janvier 1971 à Culver City, en Californie, frère de l'actrice Norma Shearer, pionnier de l'enregistrement du son, joua un rôle essentiel dans les progrès du cinéma parlant. Responsable de la prise de son et de l'enregistrement (Recording Director) pour la MGM de 1930 à 1955, il gagna sept Oscars, soit du meilleur mixage de son  (Best Sound, Recording) soit des meilleurs effets spéciaux (Best effects, Special Effects). En tant que responsable de la recherche sonore, toujours chez MGM, à partir de 1955, il récolta sept Oscars scientifiques et techniques.

## Biographie
Douglas Shearer est né à Westmount, une ville située dans l'île de Montréal, sur le flanc sud-ouest du Mont Royal, la colline qui domine Montréal, où résidait une importante population anglophone aisée. Son grand-père, le révérend James Sherer, est arrivé au Canada, venant d'Angleterre, en 1868, et a construit sa maison à Westmount. Son père Andrew (1864-1044) y possédait une scierie et une entreprise de construction. Il était membre du consortium qui construisit une des premières centrales électriques du Québec.
Très jeune Douglas s'intéresse aux « miracles sans limites du son et de la lumière » et construit des petits appareillages électriques. Il s'initie ensuite à la photographie et possède, en 1915 son propre studio de développement. Ne s'intéressant qu'aux mathématiques, il abandonne ses études en milieu de sa dernière année scolaire. Embauché en 1917 à la Northern Electric and Manufacturing Company, il travaille à l'utilisation de l'électricité pour la transmission de signaux sur de longues distances. Malgré son manque de diplôme secondaire, à 18 ans, il commence des études de physique et de génie mécanique à l'Université McGill, et espère être engagé dans la Royal Flying Corps, l'ancêtre de la Royal Air Force, mais il contracte la grippe espagnole en 1918, et la fin de la guerre tarit le recrutement des aviateurs.
La faillite de son père l'empêche de retourner à l'université et l'oblige, comme ses deux sœurs cadettes, Athole (1900-1985) et Norma (1902-1983), à chercher du travail pour aider sa famille.
Sa mère, Edith (1873-1958), part à New-York avec ses deux filles qui espèrent trouver du travail dans le monde du spectacle, tandis qu'il reste au Canada avec son père, qui ne s'est jamais remis de son échec.
Ses parents semblent avoir souffert d'une légère instabilité mentale qui s'est retrouvée chez leurs deux filles, mais qui semble l'avoir épargné.
Il travaille pendant deux ans dans une entreprise de production d'électricité, apprenant sur le tas et perfectionnant ses connaissances auprès d'ingénieurs au fait des derniers progrès technologiques, puis chez un concessionnaire de Ford à Montréal.
En 1923 il tente sa chance à Hollywood, où sa sœur Norma, sous la houlette d'Irving Thalberg, commence à se faire un nom dans le cinéma et, à 28 ans, se trouve à la tête du département-son fraîchement créé de la MGM.
Durant une partie de la Seconde Guerre mondiale il met ses compétences au service de l'Office of Naval Research pour le développement des radars et de systèmes de détection.
Beau frère d'Irving Thalberg, qui a épousé Norma en 1927 et d'Howard Hawks qui a été marié à sa sœur Athole de 1928 à 1940, il mène cependant une vie discrète et consacrée à un travail qui le passionne. Il perd en juin 1931 sa première épouse qui s'est dramatiquement suicidée. L'année suivante, il épouse discrètement Ann Cunningham, qui lui donnera deux fils, Marc et Stephen, mais demandera le divorce en 1961. Il se marie une troisième fois, en 1966, avec Avice. Il cesse toute activité professionnelle en 1968. Il meurt deux ans et demi plus tard dans une maison de convalescence, des suites d'une longue maladie. Chose peu courante pour un personnage qui n'était ni un homme politique ni une célébrité, le New York Times lui fit une chronique nécrologique digne d'une grande star en une du journal.
En 2008 il obtient une étoile sur l'Allée des célébrités canadiennes à Toronto.

## Carrière
Il commence à travailler sérieusement pour la MGM en 1925, d'abord au service-publicité, puis comme cadreur. Il s'occupe d'éclairage, mais c'est la recherche sur le son qui l'intéresse. Thalberg le laisse finalement poursuivre ses expériences et le met à la tête du tout nouveau département son de la MGM.
Le premier film (muet) auquel il ajoute des effets sonores et de la musique, White Shadows in the South Seas, sort en 1928. Mais c'est le film musical Broadway Melody qui marque, en 1929, les véritables débuts du parlant à la MGM. Premier long métrage entièrement parlant (All talking, all singing, all dancing, prévient la bande annonce), il a reçu l'Oscar du meilleur film l'année suivante. Il utilise un procédé consistant à enregistrer la musique et les paroles sur une bande-son parfaitement synchronisée avec l'image à la projection, comme fonctionne actuellement la post-synchronisation de doublage.
Douglas Shearer remporte son premier Oscar (Best Sound, Recording) en  1931 et sa sœur Norma monte aussi sur le podium, récompensée pour son rôle dans La Divorcée.
Il perfectionne les caméras pour les rendre plus silencieuses, la prise de sons avec les perches pour micros, les techniques de mixage et travaille en étroite collaboration avec Cedric Gibbons pour améliorer la lumière, met au point un procédé d'enregistrement qui élimine les sons parasites et participe à la création de la MGM Camera 65, un procédé grand format utilisé pour la première fois en 1957 pour L'Arbre de vie puis en 1959 pour Ben-Hur et qui lui valut un oscar spécial.

## Filmographie partielle
- 1929 : La Treizième Chaise (The Thirteenth Chair) de Tod Browning
- 1931 : Fille de luxe (Five and Ten) de Robert Z. Leonard
- 1935 : Un drame au casino (The Casino Murder Case) d'Edwin L. Marin
- 1935 : Tempête au cirque (O'Shaughnessy's Boy) de Richard Boleslawski
- 1939 : Mon mari conduit l'enquête d'Edwin L. Marin
- 1940 : Sporting Blood de S. Sylvan Simon
- 1941 : The Get-Away d'Edward Buzzell et Richard Rosson
- 1944 : Âmes russes (Song of Russia) de Gregory Ratoff et László Benedek
- 1949 : Lassie perd et gagne (The Sun Comes Up) de Richard Thorpe
- 1951 : Le Droit de tuer (The Unknown Man) de Richard Thorpe
- 1952 : La Jeune Fille en blanc (The Girl in White) de John Sturges

## Récompenses
Ayant été recording supervisor de plus de 900 films produits par la MGM, il a été nommé quatorze fois aux Oscars et a remporté sept fois l'Oscar du meilleur mixage de son ou celui des meilleurs effets spéciaux
- En 1931 : Big House, 1929–30 ;
- En 1936 : Naughty Marietta, 1935 ;
- En 1937 : San Francisco, 1936 ;
- En 1941 : Strike Up the Band, 1940 ;
- En 1945 : Thirty Seconds over Tokyo, 1944 ;
- En 1948 : Green Dolphin Street, 1947 ;
- En 1952 : The Great Caruso, 1951[11].

Il fut aussi récompensé sept fois de l'Academy Technical Award en 1936, 1937, 1941, 1955, 1959 et 1963.